# La Jara
La Jara este o arie protejată (sit de importanță comunitară — SCI, arie de protecție specială avifaunistică — SPA) din Spania întinsă pe o suprafață de 3.292,96 ha, integral pe uscat.

## Localizare
Centrul sitului La Jara este situat la coordonatele 39°30′00″N 4°57′07″W / 39.5001°N 4.952°V.

## Înființare
Situl La Jara a fost declarat arie de protecție specială avifaunistică în mai 2015 pentru a proteja 23 de specii de animale. Situl a fost protejat și ca sit de importanță comunitară în mai 2015.

## Biodiversitate
Situată în ecoregiunea mediteraneană, aria protejată conține 7 habitate naturale: Păduri iberice de Quercus faginea și Quercus canariensis, Dehesas cu Quercus spp. perene, Păduri de stejar galițio-portugheze cu Quercus robur și Quercus pyrenaica, Păduri de Quercus ilex și Quercus rotundifolia, Păduri de Quercus suber, Păduri termofile cu Fraxinus angustifolia, Pajiști uscate europene.
La baza desemnării sitului se află mai multe specii protejate:
- păsări (19): vulturul negru (Aegypius monachus), pescăruș albastru (Alcedo atthis), Aquila adalberti, acvilă de munte (Aquila chrysaetos), buha (Bubo bubo), pasărea ogorului (Burhinus oedicnemus), barză albă (Ciconia ciconia), barză neagră (Ciconia nigra), șerpar (Circaetus gallicus), Elanus caeruleus, șoim de iarnă (Falco columbarius), șoim călător (Falco peregrinus), vulturul pleșuv sur (Gyps fulvus), Hieraaetus fasciatus, acvilă pitică (Hieraaetus pennatus), gaia neagră (Milvus migrans), gaia roșie (Milvus milvus), vultur egiptean (Neophron percnopterus), viespar (Pernis apivorus)
- amfibieni (1): Discoglossus galganoi
- mamifere (1): vidră de râu (Lutra lutra)
- reptile (2): țestoasa de baltă (Emys orbicularis), Mauremys leprosa